# Tefrytowy foidyt
Tefrytowy foidyt, tefryfoidyt, plagioklazowy foidyt – zasadowa skała magmowa, wulkaniczna.
Skaleniowce, głównie nefelin i leucyt stanowią 60–90% minerałów jasnych. Pozostałe, to plagioklazy i  podrzędnie skalenie alkaliczne. Minerały ciemne stanowią 30-60% całej skały.
Mieści się w polu 15b diagramu QAPF skał wulkanicznych.
W klasyfikacji TAS foidyt zajmuje pole F (foidyty).
Posiadają strukturę drobnoziarnistą, bardzo często porfirową.
Głównymi foidytami są nefelinit i leucytyt.